# Дубняк Кость Володимирович
Ко́сть Володи́мирович Дубня́к (* 14 (27) травня 1890, Миргород — † 3 серпня 1948) — український бібліограф, географ, економіст, краєзнавець.

## Життєпис
В Миргороді здобув середню освіту, продовжував навчання у Полтавській духовній семінарії, московському Лазаревському інституті східних мов, Московському комерційному інституті — був відрахований «за неблагонадійність». 1914 року закінчив Харківський університет — природничий відділ фізико-математичного факультету; працював на Полтавщині — викладав географію в Кобеляках та Миргороді.
1918 року переїздить до Полтави, учителює, викладає економічну географію в кооперативному і сільськогосподарському технікумах. Протягом 1919—1920 років — професор Полтавського інституту народної освіти; одночасно завідував редакційним відділом Полтавського державного видавництва та очолював Бібліографічну комісію сільськогосподарського наукового комітету при НКЗС Раднаркому УРСР.
У 1924—1934 роках жив і працював у Харкові — як професор Харківського інституту народної освіти. З 1925 року — постійний член Українського комітету краєзнавства, від 1927-го — співробітник географічної секції Інституту української наукової мови й антропогеографічного та краєзнавчого відділів Інституту географії та картографії ВУАН.
В 1927—1934 — заступник директора Українського науково-дослідного інституту географії та картографії.
Після ліквідації Українського науково-дослідного інституту географії та картографії у 1930-х роках йому вдалося уникнути переслідувань карального апарату. 1934 року виїхав до Сталінграду — працює в педагогічному інституті професором кафедри географії — разом з київським професором Антоном Синявським, і полтавським Михайлом Самбікіним.
В часи війни повертається до Харкова, активно розвиває діяльність у «Просвіті». Був заступником директора Харківських професійних гідрометеорологічних курсів. Арештований в лютому 1945 року. В червні того ж року засуджений на двадцять років каторжних робіт. Помер 3 серпня 1948 року в місцях позбавлення волі. Нереабілітований.

## Творчий доробок
Є теоретиком виробничого краєзнавства.
Брав участь у роботі Першої всеукраїнської краєзнавчої конференції. Був постійним членом Українського комітету краєзнавства.
Його перу належить чимало публікацій з питань теорії та методики краєзнавчої роботи, в цілому близько 70 праць.
Зокрема,
- «Російсько-український словник термінів народознавства та географії», 1917,

надруковані його статті в журналі «Краєзнавство»:
- «Вивчення продукційних сил і краєзнавство» — 1927,
- «Районування і краєзнавство» — 1927,
- «Підвищення врожайності і краєзнавство» — 1928.